# 365
365 је била проста година.

## Догађаји
- Василије Кесаријски постаје презвитер Цезарејски.
- Цар Валенс наређује да се александријски епископ Атанасије протера са трона патријарха алексанријског, али уместо у изгнанство Атанасије, сада око 67 година, сели се у предграђе Александрије.
- Антипапа Феликс II умире након деветогодишње владавине, чиме је окончан период двоструког папства.

### Март
- 30. март – Шеснаест краљевстава: Јин Феиди, стар 23 године, наследио је свог брата Јин Аидија на месту цара династије Источна Јин. Он нема стварну моћ; владина питања су углавном у рукама његовог унука Сима Ју.

### Јул
- 21. јул — Критски земљотрес је изазвао цунами који је разорио Александрију.

### Септембар
- 28. септембар – Прокопије диже побуну и подмићује две легије које пролазе поред Цариграда. Он се проглашава за цара и преузима контролу над Тракијом и Витинијом.

### Новембар
- 1. новембар – Алемани прелазе Рајну и нападају Галију. Цар Валентинијан I прелази у Париз да командује војском и брани галске градове.

## Смрти
- Википедија:Непознат датум — Преподобна Исидора Јуродива - хришћанска светитељка.